# Ronna Heaton
Ronna Marie Heaton (ur. 13 marca 1999) – amerykańska zapaśniczka walcząca w stylu wolnym. Złota medalistka mistrzostw panamerykańskich w 2021. Mistrzyni świata kadetów w 2016 i druga w 2015 roku. 